# Lyreus subterraneus
Lyreus subterraneus is een keversoort uit de familie somberkevers (Zopheridae). De wetenschappelijke naam van de soort werd in 1861 gepubliceerd door Charles Nicolas Aubé.